# Słowo „las” znaczy „świat”
Słowo „las” znaczy „świat” (tyt. oryg. The Word for World Is Forest) – powieść science fiction amerykańskiej pisarki Ursuli K. Le Guin rozgrywająca się w świecie Ekumeny.
Opublikowana w 1972 w antologii Again, Dangerous Visions (kontynuacji słynnych Niebezpiecznych wizji), a wydana samodzielnie w 1976 r. przez wydawnictwo Putnam (ISBN 0-399-11716-4). Polskie wydanie, w tłumaczeniu Agnieszki Sylwanowicz, wydało wydawnictwo CIA-Books-Svaro wspólnie z Fenix Publications w 1991 r., (ISBN 83-9-00-214-0-4, ISBN 83-85100-62-8).
W 1973 r. zdobyła nagrodę Hugo dla najlepszej noweli.

## Fabuła
Ziemianie przybyli na planetę Athshe, nieformalnie nazywaną „Nowe Tahiti”, chcąc eksploatować tutejsze lasy, gdyż na Ziemi drewno jest od dawna towarem deficytowym. Zabrali się do tego z iście konkwistadorskim zacięciem, nie zwracając uwagi na niszczenie środowiska naturalnego i wykorzystując niewolniczo pracę tutejszych mieszkańców, niewielkich humanoidalnych, wiecznie śniących, acz inteligentnych, mieszkańców lasów. Dowództwo niespecjalnie przejmuje się także gwałtami i mordami na nich popełnianymi, w końcu to tylko kudłate „stworzątka”. Liczy się tylko urobek i uprzyjemnienie sobie trudnego życia na wysuniętej placówce. W brutalności celuje zwłaszcza kapitan Davidson. Ale w pewnym momencie łagodnym tubylcom kończy się cierpliwość. Rzucając liczebność i determinację przeciw broni palnej, równają z ziemią nienawistną placówkę. Prowadzi ich Selver, któremu Davidson zgwałcił i zabił żonę.
Selver swym czynem tworzy w życiu leśnych plemion nową jakość. Tutejsi mieszkańcy bowiem przez śnienie dzielą się ze swoją społecznością wiedzą i odczuciami. Selver, przekraczając ograniczenia swojego gatunku, staje się dla swych współbraci „bogiem”.
Niefortunnie dla miejscowych władz, świadkami zajścia są emisariusze tworzącej się właśnie Ligi Światów, przybyli na statku „Shackleton”. Są wśród nich obywatele spoza Ziemi – Haińczyk i Cetanin. Wieści przez nich przywiezione, oraz niezwykłe nowe urządzenie do komunikacji natychmiastowej – ansibl, radykalnie zmieniają sytuację. Ziemianie zostają zobowiązani do natychmiastowego zaprzestania wyzysku i ograniczenia kontaktów z miejscową ludnością. Kapitan Davidson nie zamierza się tym jednak przejmować. Przeniesiony karnie na inną placówkę i tam w ukryciu folguje swoim socjopatycznym instynktom. Athsheanie, prowadzeni przez Selvera, zdają sobie sprawę, że brak reakcji oznacza śmierć gatunku i być może całej planety. Atakują największe miasto Ziemian i biorą całe dowództwo do niewoli. Ziemianie zawierają rozejm i zaprzestają wycinki lasów. Tylko Davidson chce walczyć dalej, nie zgadzając się na upokarzające dla siebie warunki. Schwytany przez Athshean, zostaje potraktowany jak chory umysłowo i odizolowany na bezludnej wyspie.
Athshea zostaje pozostawiona sama sobie. Ziemianie być może tu jeszcze wrócą, ale tylko jako przedstawiciele Ligi, by zaprosić Athshean do współpracy. Teraz mali humanoidzi muszą poradzić sobie tylko z jednym – jak zapomnieć o umiejętności zabijania.